# Jeux mondiaux des sports de combat 2013
Navigation
Édition précédente Édition suivante
Les Jeux mondiaux des sports de combat 2013, deuxième édition des Jeux mondiaux des sports de combat, ont eu lieu du 18 au 26 octobre 2013 à Saint-Pétersbourg, en Russie.